# Sorry Ma, Forgot to Take Out the Trash
Sorry Ma, Forgot to Take Out the Trash é o álbum de estreia da banda punk The Replacements. A faixa "Somethin' to Dü" é uma referência à banda Hüsker Dü, contemporâneos dos The Replacements e também vindos de Minneapolis, Minnesota. O álbum foi remasterizado e relançado pela Rhino Entertainment em 22 de abril de 2008, com 13 faixas adicionais (Deluxe Edition).

## Faixas
1. "Takin' a Ride" – 2:23
2. "Careless" – 1:08
3. "Customer" – 1:29
4. "Hangin' Downtown" – 2:06
5. "Kick Your Door Down" – 3:11
6. "Otto" – 2:09
7. "I Bought a Headache" – 2:24
8. "Rattlesnake" (Chris Mars/Bob Stinson/Tommy Stinson/Paul Westerberg) – 1:48
9. "I Hate Music" (Chris Mars/Bob Stinson/Tommy Stinson/Paul Westerberg) – 1:50
10. "Johnny's Gonna Die" – 3:32
11. "Shiftless When Idle" – 2:18
12. "More Cigarettes" – 1:20
13. "Don't Ask Why" – 1:57
14. "Somethin' to Dü" – 1:41
15. "I'm in Trouble" – 2:10
16. "Love You Till Friday" – 1:53
17. "Shutup" – 1:23
18. "Raised in the City" – 1:59

### Faixas bónus Deluxe Edition
1. "Raised in the City" (demo) - 2:16
2. "Shutup" (demo) - 1:39
3. "Don't Turn Me Down" (demo) - 1:54
4. "Shape Up" (demo) - 2:11
5. "You Ain't Gotta Dance" (demo) - 2:24
6. "Get on the Stick" (demo) - 1:39
7. "Oh Baby" (demo) - 1:18
8. "Like You" (outtake) - 1:44
9. "Get Lost" (outtake) - 2:27
10. "A Toe Needs a Shoe" (outtake) (Bob Stinson) - 2:09
11. "Customer" (gravação alternativa) - 2:09
12. "Basement Jam" (demo) (Chris Mars/Bob Stinson/Tommy Stinson/Paul Westerberg) - 3:32
13. "If Only You Were Lonely" - 2:53

- Faixas 19-30 inéditas.
- Faixas 19-25 demos de estúdio.
- Faixas 26-28 e 30 são sessões outtakes.
- Faixa 29 é uma gravação alternativa.
- Faixa 31 lançado originalmente como um B-side de "I'm in Trouble".

## Créditos
- Paul Westerberg - guitarra, vocal, produtor
- Chris Mars - bateria
- Bob Stinson - guitarra
- Tommy Stinson - baixo
- Bruce Allen - design
- Laurie Allen - fotografia
- Steven Fjelstad - produtor, engenheiro de som
- Erik Hanson - fotografia
- Greg Helgeson - foto de capa
- Peter Jesperson - produtor
- Pat Moriarity - design de acabamento
- Paul Stark - mixagem